# Raquel Infante (attrice)
Raquel Infante (Malaga, 13 maggio 1975) è un'attrice spagnola.

## Biografia
Raquel ha partecipato a diverse serie televisive, lungo e cortometraggi. Raquel è nota per aver interpretato il ruolo di Beatriz Ibáñez nella soap Plaza Alta e ha partecipato anche a gruppi teatrali come Royal Klom e Acuario Teatro.

## Filmografia

### Televisione
- La Cresta de las horas per una puntata (1996)
- Plaza Alta nel ruolo di Beatriz Ibáñez (2000)
- Padre Coraje nel ruolo di Tere (2002)
- Arrayán nel ruolo di Sole (2002),(2007),(2012)
- Luna negra (2003),(2004)
- Paso Adelante per una puntata (2004)
- Delta nel ruolo di Ivana (2004)
- El comisario per una puntata (2005)
- Motivos personales per una puntata (2005)
- Cuéntame como pasó nel ruolo di Rosario (2005)
- El camino de Víctor nel ruolo di una professoressa (2005)
- Con dos tacones nel ruolo di Laura (2006)
- Masala (2007)
- Cuenta atrás nel ruolo di Sub (2008)
- Aída per una puntata (2008)
- Sin tetas no hay paraíso nel ruolo di Claudia per una puntata (2009)
- La gira nel ruolo di Gloria (2011-2012)
- Carmina (2012)
- Il Segreto nel ruolo di Griselda (2012-2013)
- Amar es para siempre nel ruolo di Marina Rosales (2013-2014)

## Lungometraggi
- Una pasión singular nel ruolo di María Castilla (2002)
- Navidad en el nilo nel ruolo di una tassista (2002)
- Olé! come Femme fatale (2005)
- Imaginario (2008)
- Garantía personal (2015)

## Cortometraggi
- Bluff (2005)
- El contrato nel ruolo di Elena (2005)